# Condiționare clasică

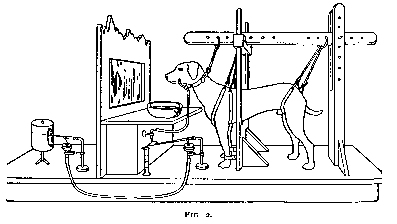
Cercetările lui Ivan Pavlov privind configurația reflexelor câinelui

Condiționarea clasică sau Condiționarea Pavloviană este procesul prin care corpul reacționează la anumiți stimuli externi (de exemplu, sunetul unui trianglu) prin intermediul unor reacții interne, somatice (de exemplu, hrana), care sunt asociate nemijlocit stimulului din exterior. Acest proces devine posibil odată cu expunerea repetată la stimulul propriu-zis, care va modifica arhitectura neuronală a creierului astfel încât persoana sau animalul să reacționeze somatic la acest stimul, doar prin asociere. Odată ce corpul devine condiționat din punct de vedere neurochimic față de un stimul prin intermediul reacției de tip stimul-răspuns, asociind o cauză din exterior cu un efect din interior, procesul se poate desfășura fără prezența stimulului și fără intervenția sau controlul minții conștiente, însă cu efecte veritabile asupra corpului. Se consideră că procesul este apoi organizat prin intermediul sistemului nervos autonom sau vegetativ și aceasta ar fi una dintre posibilele explicații cu privire la funcționarea și eficiența efectului placebo.
Fiziologul rus Ivan Pavlov a studiat condiționarea clasică cu experimente detaliate pe câini și a publicat rezultatele experimentale în 1897. În studiul digestiei, Pavlov a observat cum câinii experimentali au salivat atunci când au fost hrăniți cu carne roșie. Condiționarea pavloviană este diferită de condiționarea operantă (condiționarea instrumentală), prin care se modifică forța unui comportament voluntar, fie prin întărire, fie prin pedeapsă. Condiționarea clasică poate afecta însă condiționarea operantă; stimulii condiționați clasic pot întări răspunsurile operante.
Condiționarea clasică este un mecanism comportamental de bază, iar substraturile sale neuronale încep abia acum să fie înțelese. Deși uneori este greu să distingem condiționarea clasică de alte forme de învățare asociativă (de exemplu, învățarea instrumentală și memoria asociativă umană), o serie de observații le diferențiază, în special contingențele prin care are loc învățarea.
Împreună cu condiționarea operantă, condiționarea clasică a devenit fundamentul behaviorismului, o școală de psihologie care a dominat la mijlocul secolului al XX-lea și este încă o influență importantă asupra practicii terapiei psihologice și studiului comportamentului animal. Condiționarea clasică a fost aplicată și în alte domenii. De exemplu, poate afecta răspunsul organismului la medicamentele psihoactive, reglarea foamei, cercetarea pe baza neuronală a învățării și memoriei și în anumite fenomene sociale, cum ar fi efectul de consens fals.